# 达多·普尔绍
达多·普尔绍（Dado Pršo，1974年11月5日—），克羅地亞前足球運動員，於2007年夏季宣佈退役。

## 生平
普尔绍早年在家鄉球會展開其球員生涯，曾轉會到多家國內球會。至1993年前往法國，加盟了當地低組別球會聖拉菲爾。時只是效力小型球會，當屆他還一度兼職擔任汽車修理員。
1996年他獲法甲爭標分子摩納哥邀請加盟。加盟初期曾一度被外借至低組別的阿些斯奧，至1999年才正式到球會報到。在摩納哥期間他贏得2000年法甲聯賽冠軍；2004年更殺入歐洲聯賽冠軍杯決賽，惟不敵葡萄牙強隊波圖。
普尔绍乃一名大器晚成的球員，由於其出身於低組別球會，要待2003年才受到國家隊垂青。他於2004年歐洲國家杯入選國家隊，打了三場分組賽。其中一場對法國射入過一球。至2006年世界杯外圍賽他雖然沒有入球，但演出獲一致好評。
2004年他加盟蘇格蘭班霸格拉斯哥流浪，惟表現開始走下坡。他公開稱常受膝傷困擾，尤其是每次踢足全場後，都出現類似問題，使他上陣次數反反覆覆。為解決傷患，早在2006年世界杯後他退出了國家隊，2007年更計劃提前離開流浪，到一些體能要求少的聯賽踢球。之不過在2007年離開流浪後，普尔绍卻宣佈正式結束其球員生涯。他在退役同時發行了個人影片系列，闡述其在格拉斯哥流浪的事蹟，收益撥作慈善用途。